# Castro (fortificación)

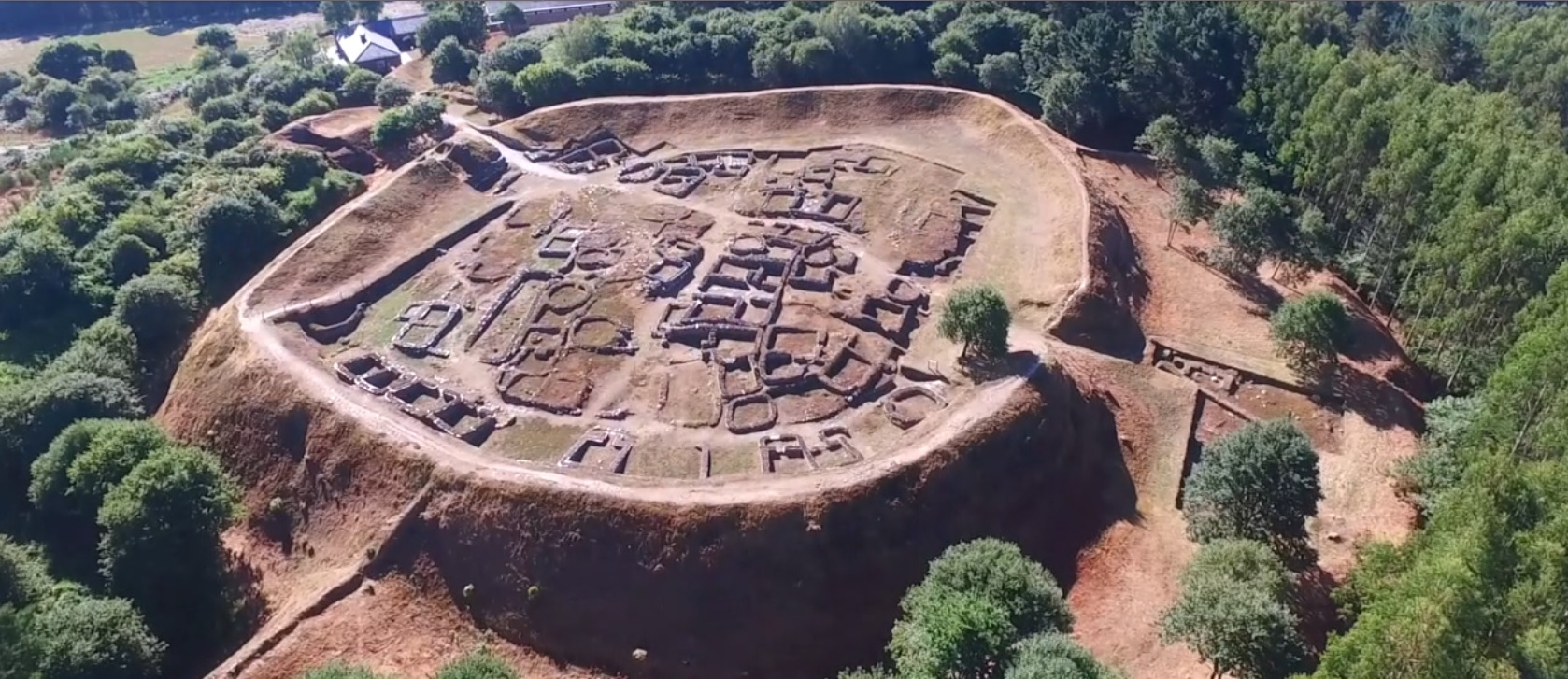
Fotografía aérea del Castro de Viladonga, en Galicia, España.

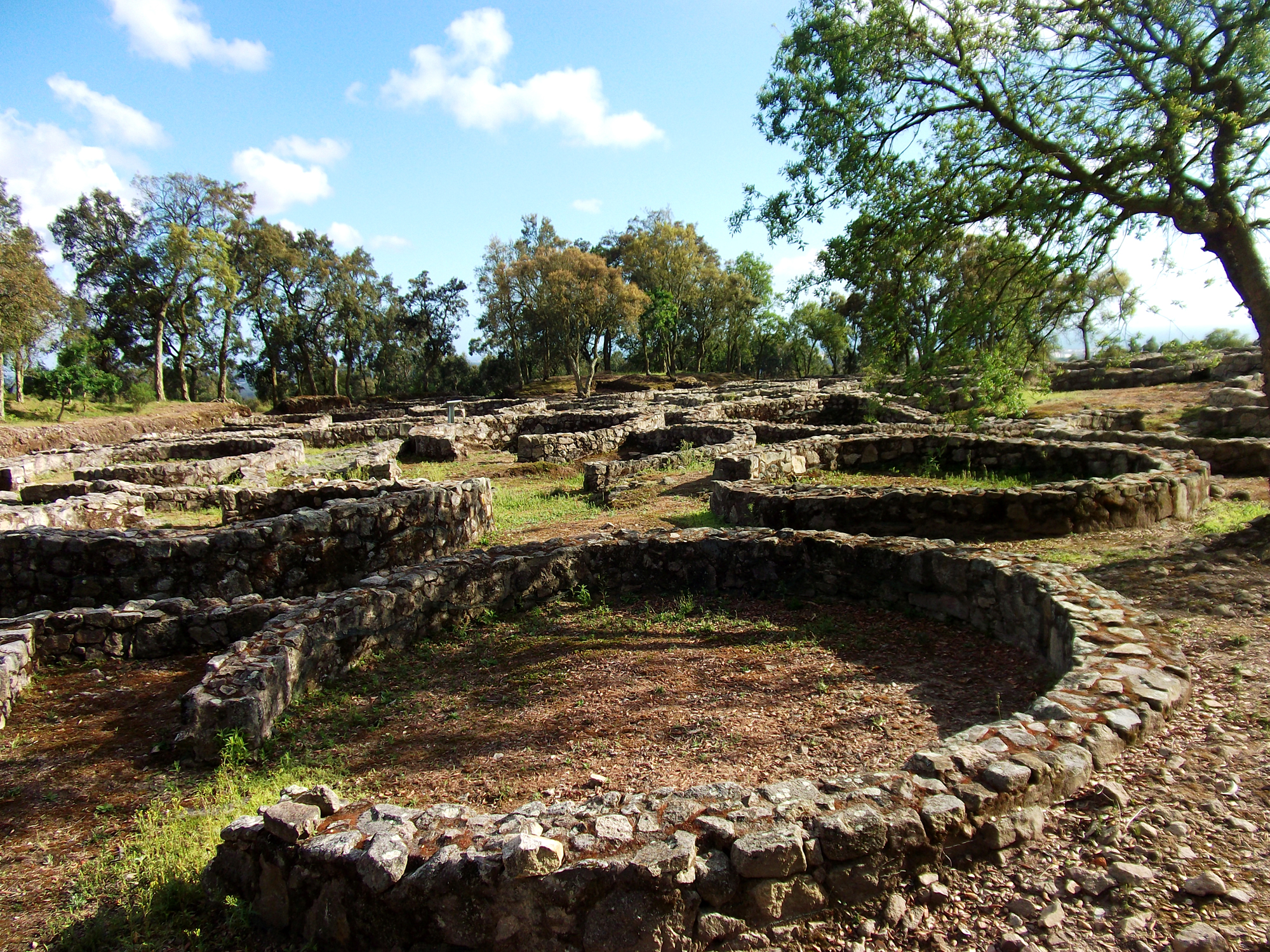
Resto del castro de Cividade de Terroso, en Póvoa de Varzim (Portugal).

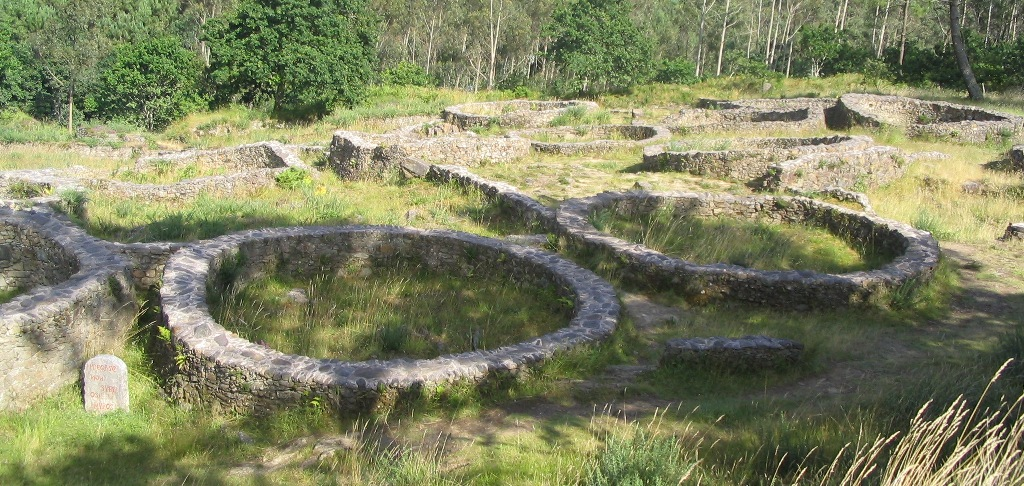
Castro de Borneiro, en el municipio de Cabana de Bergantiños (Galicia, España).

Un castro es un poblado fortificado, por lo general prerromano, aunque existen ejemplos posteriores que perduraron hasta la Edad Media en Europa y propios de finales de la Edad del Bronce y de la Edad del Hierro. Se encuentran con frecuencia en la península ibérica, en particular en el noroeste con la cultura castreña y en la meseta con la cultura de las cogotas.
La palabra castro proviene del latín castrum, que significa "fortificación militar" (de ahí viene la palabra española castrense, "relativo a lo militar").
Otro nombre con el que se conoce a los castros es oppidum (en plural oppida), en particular cuando son de gran tamaño.

## La cultura castreña
El castro es un poblado fortificado que se empezó a habitar desde el siglo VI a. C., carente de calles que formen ángulos rectos y llenos de construcciones de planta casi siempre circular. Las casas más antiguas eran mayormente de paja-barro y las más recientes de mampostería. El techo era de ramaje y barro y después de varas largas. Fundamentalmente, eran estancias únicas. Se sitúan en lugares protegidos naturalmente (alturas, revueltas de ríos, pequeñas penínsulas), cerca de fuentes y terrenos cultivables y en el límite entre estos y zonas más altas de pastoreo.
Los castros estaban protegidos por uno o más fosos, parapetos y murallas que bordeaban el recinto habitado, pudiendo tener en sus accesos un torreón que controlaba las vías de entrada al mismo o en otro lugar estratégico.
En tiempo de conflictos, las gentes que vivían en campo abierto se trasladaban a estas construcciones, situadas en lugares estratégicos con el fin de garantizar su seguridad. Asimismo podían tener otras finalidades como la de control del territorio, vigilancia de sembrados, etc.

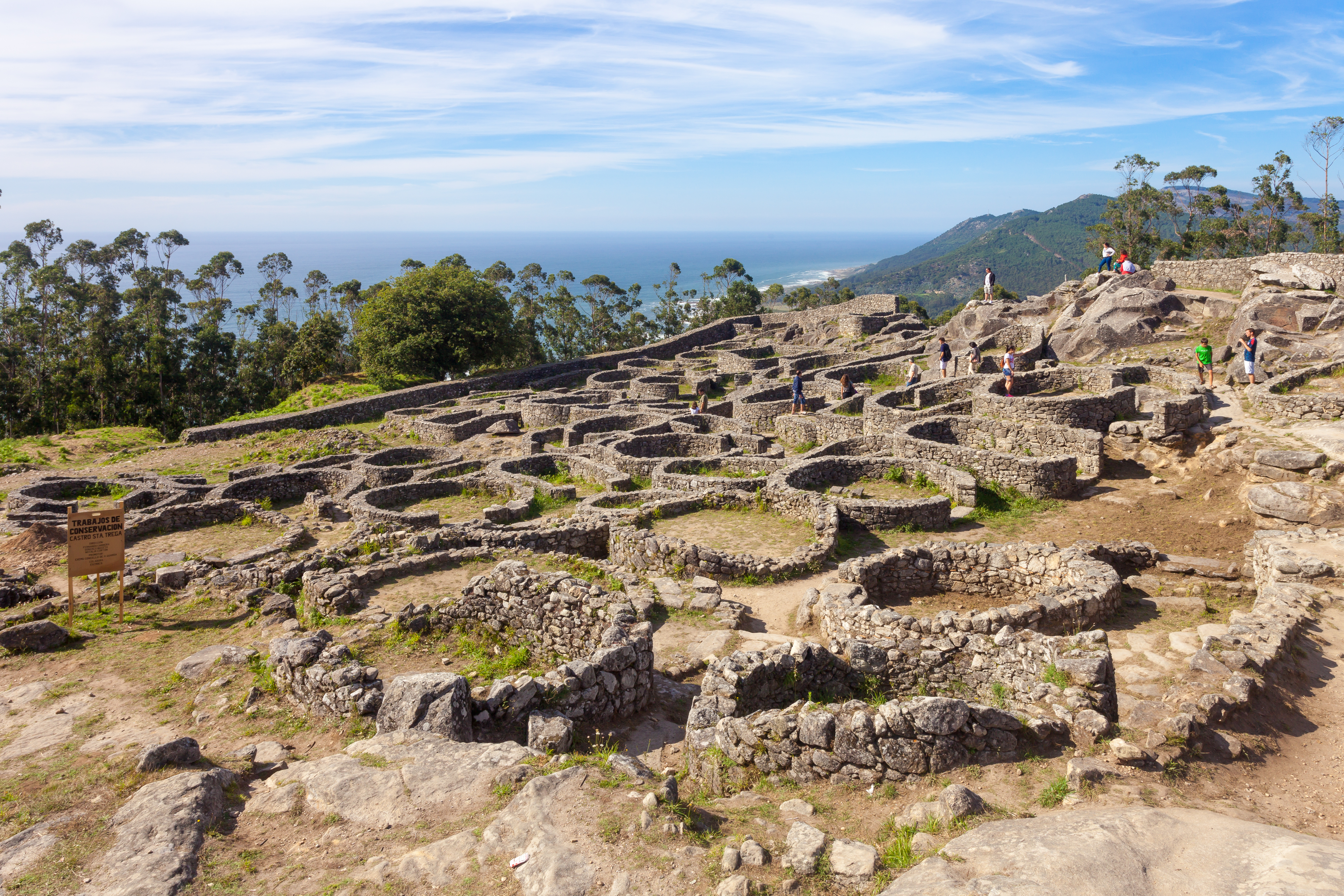
Castro de Santa Tecla (Galicia, España).

Su situación en el territorio respecto a otros castros hace pensar que existía una estrategia definida a la hora de elegir su localización, permitiendo la comunicación por señales entre ellos a modo de red defensiva.
La época de máximo florecimiento está entre los siglos IV-II a. C. y demuestran mayor contacto comercial con el exterior los del sur que los del norte, y los costeros que los del interior. El historiador Ferreira de Almeida sostiene que en la primera mitad del siglo I a. C. parece haber una multiplicación de los castros (bien por aumento demográfico, bien por otras razones). Al final de ese siglo y coincidiendo con la fase final de la conquista romana, algunos presentan indicios de destrucción de las murallas y en algunos casos de inmediata reocupación.

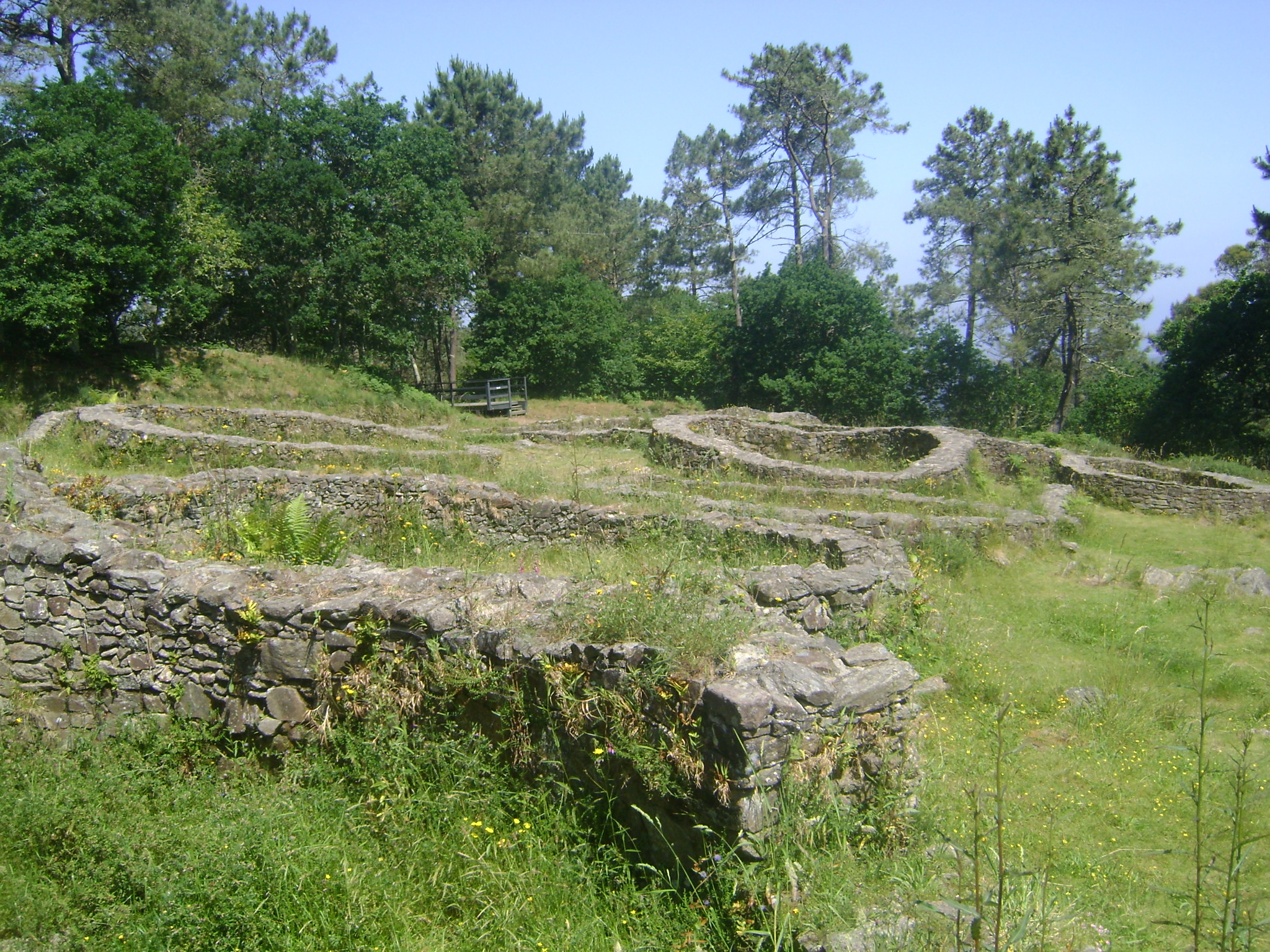
Castro en Galicia.

## Tipología de castros
Castros de interior
Constituyen el tipo más frecuente y característico. Están situados en colinas o elevaciones prominentes, pero raras veces en cumbres altas. Tienen planta circular u ovalada y cuentan con una o varias murallas. Un típico ejemplo es el castro de Coaña (Principado de Asturias). 
Castros de montaña
Situados en zonas montañosas altas, se localizan en las laderas y tienen forma oval, con fosos artificiales por el lado superior y murallas o terraplenes hacia el valle. Datan de época romana y están vinculados a explotaciones mineras. Ejemplo de este tipo son los castros de Vilar en la sierra del Caurel, Xegunde en Fonsagrada (Lugo) y Monte Castrelo de Pelou en Grandas de Salime (Asturias).
Castros costeros
Son de planta variada, aunque suelen ser redondos u ovalados, adaptándose al terreno. Las defensas naturales del lado del mar se ven complementadas con murallas y fosos hacia el interior. Son muy abundantes y un ejemplo son los de Baroña en la sierra de Barbanza o el castro del Cabo Blanco en El Franco (Asturias) dotado de un imponente foso esculpido en la pizarra.

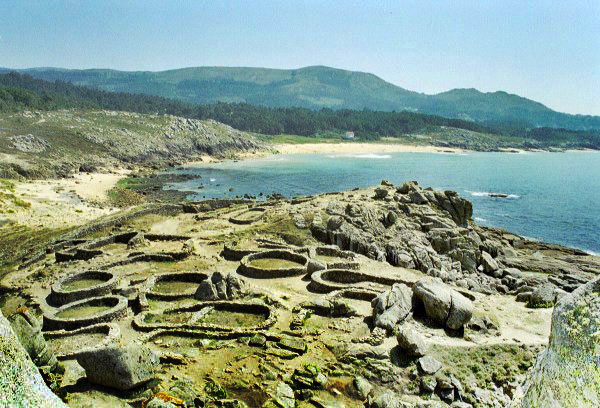
Castro de Baroña, en Galicia (España).

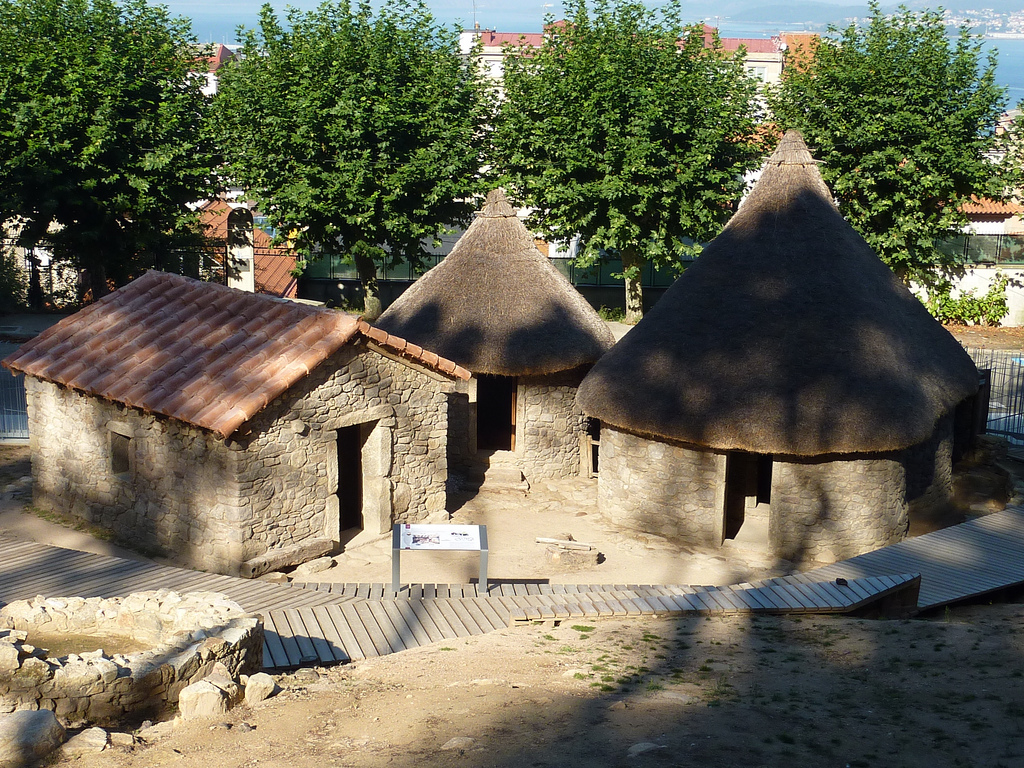
Reconstrucción de poblado castreño en Vigo (España).

## El urbanismo de los castros
Los poblados castreños suelen estar situados en colinas despejadas, promontorios rocosos o penínsulas que se adentran en el mar, lo que facilita la visibilidad, la defensa y el dominio del contorno. El lugar del asentamiento viene dado también en función de los recursos naturales explotados por los moradores. Los castros cuentan con un recinto superior, la "croa", y una serie de terrazas dispuestas hacia abajo dónde se sitúan las construcciones. Cada una de estas secciones puede estar limitada por murallas, parapetos o fosos. A veces hay una especie de añadidos, los antecastros, que también se rodean de murallas pero no albergan viviendas, por lo que se supone que estaban destinados a animales o huertos.
Normalmente, los castros tienen una sola entrada, que también cumple la función de controlar el paso. En algunos casos es un simple engrosamiento en los remates de la muralla; en otros, un entrepaño de la muralla sobrepasa al otro formando un corredor estrecho. Se supone[¿quién?] que se cerraban con puertas de madera.[cita requerida]
Las defensas de los castros no parecen responder únicamente a necesidades bélicas, sino también de prestigio y de delimitación simbólica del espacio habitado. De hecho, son pocas las armas que se han encontrado. Además de las defensas naturales, se encuentran estructuras de tres tipos:
- Terraplenes. Desniveles en el terreno formados por tierra y piedra, que pueden ser naturales. Son la base de las defensas y habitualmente provienen de los escombros de las obras fundacionales en el interior.
- Parapetos. Elevaciones artificiales del terreno en los puntos más desprotegidos (entradas y zonas llanas).
- Fosos. Gabias alargadas y profundas, generalmente asociadas a los parapetos, que pueden estar excavados en tierra o roca viva.
- Murallas. Defensas de mampostería de tipología variada, como por ejemplo, dos muros paralelos de piedras con un relleno de piedra. Desde el interior se subía a ellos mediante escaleras de madera, lajas encastradas, rampas o piedras. Pueden existir torres defensivas en los accesos a las puertas. Suelen ser elementos tardíos, aunque las murallas modulares que presenta casi una decena de castros del actual territorio asturiano se datan a partir del siglo IV a. C.

Lo más habitual es la ausencia de organización urbanística. En el siglo I aparecen agrupamientos de edificaciones ("barrios"), formados por varias construcciones rodeadas por un muro con una sola abertura hacia la calle. Este tipo de organización es común en grandes poblados como Citânia de Santa Luzia, así como en poblados más modestos como el Castro do Vieito. Puede tratarse de unidades familiares, en las que una construcción sería la vivienda y las otras, silos y almacenes. Las casas no comparten paredes medianeras, sino que están separadas de las demás, no se sabe si como reflejo de la idiosincrasia de esta cultura o debido a las dificultades para hacerlo en las construcciones circulares. Tampoco cuentan con ventanas.

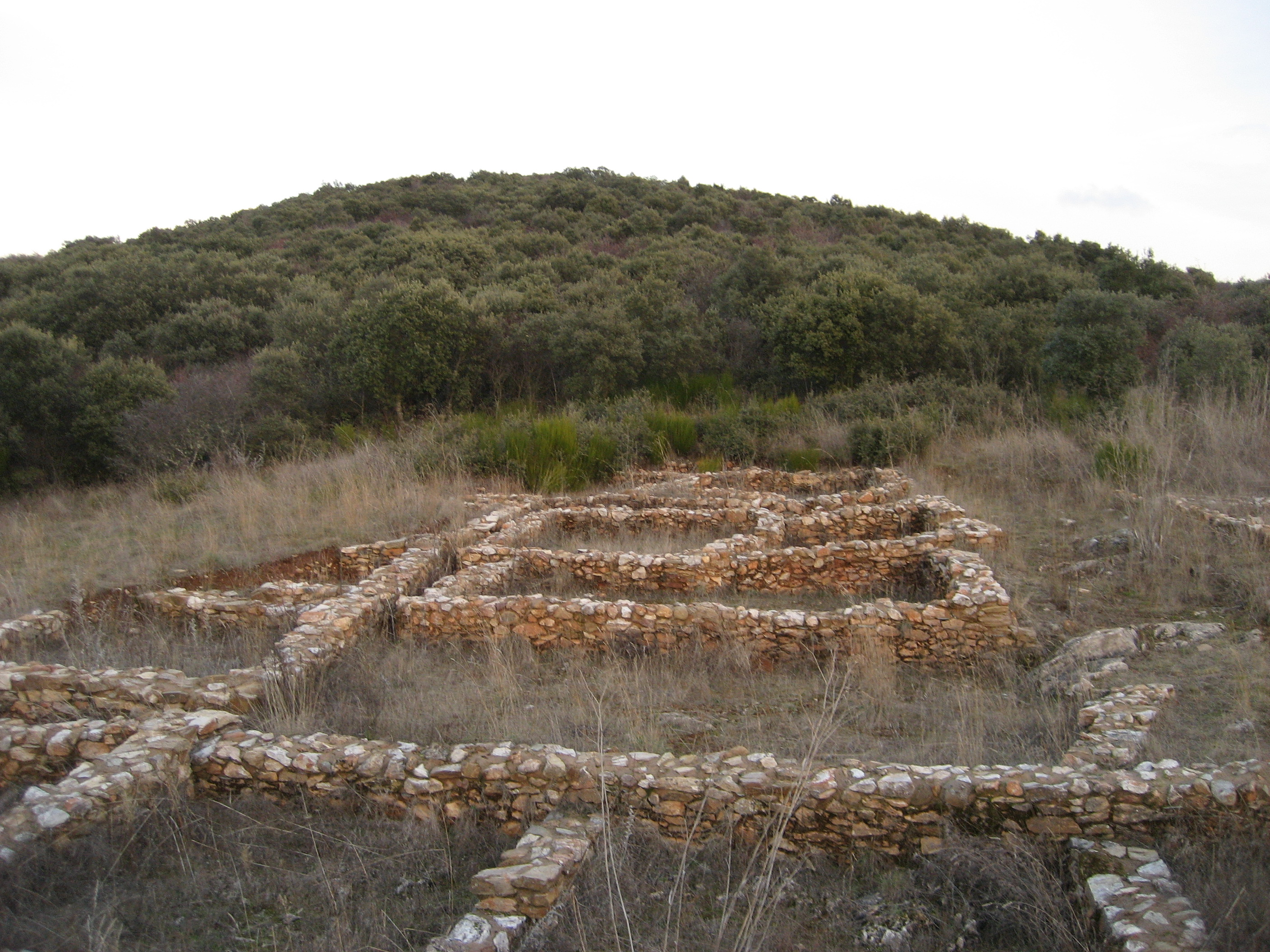
Poblado (castro) metalúrgico de Orellan (Las Médulas, León). Siglos y d. C., al fondo, en la cima, estaban situados los hornos de fundición.

El piso de las viviendas era de barro apisonado. Con anterioridad a los siglos II-III a. C., los muros se construían generalmente de adobe, con un poste central. Posteriormente se usó mampostería en filas más o menos horizontales (o poligonales, en algún caso). Las cubiertas se hacían de ramas reforzadas con barro y sujetas por pesos o posteriormente de tejas. A partir del siglo I y debido a la influencia romana, se hacen más abundantes las plantas cuadradas o rectangulares. El elemento esencial de una vivienda es el hogar, que en el cambio de era se situaba en el centro y estaba hecho con lajas o barro y a finales del siglo I se desplaza hacia un lateral y se hace, en algunos casos, con tejas.
Se sospecha[¿quién?] que algunos edificios grandes, en los que un banco de piedra recorre el muro y en los no se encuentran restos de habitación, habían podido haber sido recintos de reunión. Se tienen localizados también hornos, preferentemente próximos de las salidas o en el exterior.[cita requerida]